# Ратц, Эммануил Генрихович
Эммануил Генрихович Ратц (15 апреля 1906, Одесса, Херсонская губерния — 6 апреля 1985) — советский инженер-строитель, лауреат Ленинской премии.

## Биография
Родился в 15 апреля 1906 года в Одессе. Окончил строительный факультет Одесского индустриального института (1927).
Кандидат технических наук (1938), доцент (1934). В 1930-е гг. преподавал в Харьковском институте усовершенствования ИТР.
С 1941 по 1944 год служил в РККА, Брянский фронт, военинженер 3 ранга.
С 1952 зав. лабораторией сборных железобетонных конструкций НИИ железобетона Главмоспромстройматериалов, с 1961 г. одновременно зам. директора института. В 1964 году вступил в Союз архитекторов СССР.
Умер 6 апреля 1985 года.

## Научные труды
- Ратц, Эммануил Генрихович. Опыт применения электротермического метода натяжения арматуры [Текст]. — Москва : Госстройиздат, 1963. — 76 с.
- Сборные железобетонные хранилища для силосования кормов [Текст]. — [Москва] : Моск. рабочий, 1953. — 64 с. : ил.; 20 см.
- Железобетон с электротермическим натяжением арматуры [Текст] : (Проектирование, производство, исследования). — Москва : Стройиздат, 1967. — 231 с. : черт.; 21 см.
- Исследования сборных железобетонных конструкций [Текст]. — Москва : Промстройиздат, 1953. — 151 с., 10 л. черт. : ил.; 22 см. — (Труды/ М-во пром-сти строит. материалов СССР. Техн. упр. Гос. всесоюз. науч.-исслед. ин-т цементной пром-сти НИИЦемент; Вып. 6).
- Железобетонные каркасы многоэтажных зданий [Текст] / Доц. Эм. Г. Ратц. — Харьков : Гос. науч.-техн. изд-во Украины, 1936. — 214 с., 3 л. схем., табл. : ил.; 23 см.
- О запасе прочности сооружений [Текст] / доц. Эм. Г. Ратц, канд. тех. наук, доц. С. Е. Фрайфельд, канд. тех. наук; Харьк. ин-т усовершенствования ИТР. — Харьков : [б. и.], 1940 (Одесса). — 96 с. : черт.; 21 см.

## Награды и звания
- Ленинская премия (1961) — за участие в разработке и внедрении в производство новой технологии натяжения арматуры (с помощью электронагрева) предварительно напряжённых ж/б конструкций для промышленного и гражданского строительства[2].
- Орден Отечественной войны II степени (1985)[3]
- 3 медали «За боевые заслуги»[3] (1942, в том числе за проектирование новых видов дзотов[источник не указан 464 дня])